# Rabdomiosarkom
Rabdomiosarkom (skraćeno RMS) je najčešća forma sarkoma mekih tkiva dečjeg uzrasta, koja predstavlja jednu od najagresivnijih zloćudnih (malignih) neoplazmi dečjeg uzrasta. Klinički i patohistološki razlikuju se: pleomorfni, embrionalni (botrioidni sarkom) i alveolni rabdomiosarkom.

## Etiologija
Rabdomiosarkom predstavlja najčešći tumor u grupi sarkoma mekih tkiva koji čine oko 5% malignih ekstrakranijalnih solidnih tumora dečjeg uzrasta. Na globalnom nivou rabdomiosarkom se javlja kod, otprilike, 4 deteta na milion. Oko 90% slučajeva svih rabdomiosarkoma su dijagnostikovani u uzrastu mlađem od 25 godina, a čak 70% slučajeva su kod mlađih od deset godina. 
Stanovnici azijskih zemalja nešto ređe oboqavaju od ove vrste tumora, a osobe muškog nešto češće obolevaju, od osoba ženskog pola.

## Etiopatogeneza
Nije u potpunosti poznato zašto dolazi do razvoja rabdomiosarkoma, ali se pretpostavlja da postoji genetska predispozicija (jer se javljaju češće kod neurofibromatoze, Li Fraumenovog sindroma), kao i uticaj određenih faktora sredine: dejstva odredjenih toksina, imflamacija, povreda tkiva, kod korišćenja droga tokom trudnoće.
Rabdomiosarkom je tumor poreklom iz embrionalnih mezenhimalnih ćelija, od kojih se normalno razvija mišićno i vezivno tkivo. 

### Histologija
Rabdomiosarkom se klasično histološki deli u tri forme: 
Pleomorfni rabdomiosarkom
Javlja se uglavnom u odraslih osoba u petoj dceniji života. Karakteriše se velikim ćelijama s gigantskim jedrima i nepravilnim vakuolama u citoplazmi. Ćelije pokazuju brojne mitoze i jaku atipiju jedra. 
Histološka dijagnoza potpuno je jasna ako se nađu poprečne pruge u citoplazmi tumorskih ćelija u čemu pomažu posebna bojenja histoloških preparata (PTAH) ili elektronska mikroskopija. 
Patohistološka diferencijalna dijagnoza: liposarkom, maligni histiocitom, limfom. 
Embrionalni rabdomiosarkom
Ovi rabdomiosarkomi, čini oko 80% svih rabdomiosarkoma. Javlja se kod dece do pete godine života, u uretri,materici, mokraćnoj bešici, žučnim vodovima, nazofarinksu a ređe na ekstremitetima. Makroskopski izgleda poput polipoidne grozdaste mase, na prerezu je belosive boje, mekan i drobljiv.
Patohistološka dijagnoza se zasniva na nalazu poprečnih; pruga u tumorskim ćelijama a uzima se u obzir i starost bolesnikaa. Patohistološka diferencijalna dijagnoza: upaljeni polip, miksom, miksoidni liposarkom, limfom, amelanotični melanom i nediferencirani karcinom.
Alveolarni rabdomiosarkom
Alveolni rabdomiosarkom se javlja kod dece i u mladih odraslih osoba, najčešće je lokalizovan na podlaktici, nadlaktici, perirektalno i perinealno. Makroskopski izgleda kao mekan, sivobeli tumor koji na preseku može biti cističan i nekrotičan. 
Građen je od ovalnih ili okruglih ćelija s acidofilnom citoplazmom koje imaju pseudožlezdani ili alveolni raspored. U citoplazmi tumorskih ćelija teško se dokazuju poprečne pruge. 
Patohistološka difereneijalna dijagnoza: neuroblastom, sinovijski sarkom i mezoteliom. rano metastazira hematogeno i limfogeno.

### Lokalizacija i metastaze
Rabdomiosarkom se može javiti na skoro svim anatomskim lokalizacijama, iako se najčešće javlja u glavi, vratu i urogenitalnom traktu. Rabdomiosarkom urogenitalnog trakta može dovesti do opstrukcije na nivou bešike ili prostate ili se prezentuju kao paratestikularna skrotalna masa, kao vaginalni polip ili samo kao pojačana sekrecija iz vagine (u slučaju tumora vagine i uterusa). 
U retkim slučajevima, može se javiti metastazna bolest bez jasnog dokaza primarnog tumora. Dijagnoza se potvrđuje pregledom koštane srži. 
Pa tako:
Pleomorfni rabdomiosarkom — rano hematogeno metastazira u pluća, jetru, kosti i ostale organe, a limfogeno u regionalne limfne čvorove.
Embrionalni rabdomiosarkom — metastazira hematogeno u kosti, koštanu moždinu, pluća i ostale organe. 
Alveolarni rabdomiosarkom — rano metastazira hematogeno i limfogeno.

## Dijagnoza
Dijagnoza primarnog rabdomiosarkoma se potvrđuje kompjuterizovanom tomografijom ili magnetnom rezonancom, uz adekvatnu procenu mesta potencijalnog metastaznog širenja (rendgen pluća, scinti grafija skeleta, ultrazvuk abdomena, pregled bioptata koštane srži).
Definitivna dijagnoza se postavlja biopsijom tumora (najbolje otvorenim pristupom).

## Klinička slika
Tipično za kliničku sliku rabdomiosarkoma kod dece je pojava nesisisistemskih simptoma poput: temperature, noćnog preznojavanja ili gubitka telesne težine. 
U načelu deca dolaze kod lekara zbog čvrste, opipljive mase ili poremećaja funkcije organa usled pritiska tumora.
- Tumori orbite i nezofarinksa su najčešći kod dece školske dobi. Tumori orbite mogu izazvati suzenje, bol u oku ili proptozu.
- Tumori iz nazofaringealne šupljine mogu izazvati kongestiju nosa, promenu boje glasa i mukopurulentni ispljuvak.
- Tumori mokraćno–polnog sistema obično se razvijaju kod odojčadi i vrlo male dece; oni uzrokuju bol u trbuhu, poteškoće pri mokrenju i hematuriju.
- Tumori ekstremiteta (udova) su najčešći u adolescenata; oni se manifestuju u vidu čvrste, neupadljive mase bilo gde na rukama ili nogama. Kod tumora ekstremiteta razvijaju se često metastaze, locirane najčešče u plućimaa, koštanoj srži i limfnim čvorovima. Metastaze obično ne izazivaju simptome.

## Terapija
Terapija bolesnika sa rabdomiosarkom se sprovodi kombinovanom primenom hirurgije, hemioterapije i zračne terapije. 
Primarna resekcija tumora se vrši ukoliko nema dokaza o zahvaćenosti limfnih čvorova ili udaljenih metastaza i ako se tumor može ekscidirati u potpunosti, bez funkcionalnog oštećenja ili mutilacije bolesnika.

## Prognoza
Trenutno dostupnim terapijama, približno se može izleči 60% dece i adolescenata kod kojih je pravovremeno dijagnostikovan rabdomiosarkom.
Međutim, povoljan kurativni ishod se postiže kod manje od 30% kod:
- visoko rizičnih pojedinaca sa rabdomiosarkomom,
- bolesnika kod kojih je bolest dijagnostikovana u starijem životnom dobu (odrasli),
- dijagnostifikovani tumori sa pozitivnim fuzijom tokom detinjstva (uključujući metastatske i nemetastatske tumore),
- onih kojima je dijagnostikovan metastatska bolest utvrđena tokom detinjstva.

Embrionalni tip je „najbezazleniji” i ima najpovoljniju prognozu. 
Na krajnji ishod lečenja utiče i položaj tumora, pa tako npr. orbitalni i genitourinarni rabdomiosarkomi imaju najpovoljniju prognozu.

## Literatura
- Pizzo PA, Poplack DG, Horowitz ME, Hay DM, Kun LE. Solidtumors of childhood. In: DeVita VT, Hellman S, Rosenberg SA, Cancer: principles and practice of oncology; Filadelfija: J. B. Lippincott Co.; (1993). стр. 1738−1791.
- Petrič-Grabnar G, Jereb B, Mihevc-Srakar N, Zwitter M, Anžič J, Dolničar M. „Zdravljenje rabdomiosarkoma pri otrocih: izkušnjecentra za otroško onkologijo v Ljubljani v obdobju 1974–1985”. Med Razgl. 26: 619—24. 1987..

## Spoljašnje veze
- Rabdomiosarcoma en MedicinePlus
- Rabdomiosarcoma por Leonard Wexler, MD Архивирано на веб-сајту  (2. јун 2019)
- Información general sobre el rabdomiosarcoma infantil
- HP:1956 Архивирано на веб-сајту  (26. септембар 2020) Rabdomiosarcomas en humpath.com (Slides digitales)
- Rabdomiosarcoma en CancerSintomas.com

|  | Molimo Vas, obratite pažnju na važno upozorenje u vezi sa temama iz oblasti medicine (zdravlja). |